# 177
Năm 177 là một năm trong lịch Julius. 

## Sinh
- Vương Xán, nhà thơ cuối đời Đông Hán, một trong Kiến An thất tử.